# Parlamentní volby v Albánii 1996
Parlamentní volby se konaly v květnu a červnu 1996. Volební účast dosáhla přes 89 %.
Demokratická strana Albánie posílila a stala se ještě silnější. Socialistická strana s ostatními politickými subjekty protestovali proti Demokratické straně, protože se ukázalo, že volby nebyly svobodné a spravedlivé.

## Volební výsledky
| Strana                          | Počet hlasů | %       | Mandáty | +/-  |
| ------------------------------- | ----------- | ------- | ------- | ---- |
| Demokratická strana Albánie     | 914 218     | 55,5 %  | 122     | + 30 |
| Socialistická strana Albánie    | 335 402     | 20,4 %  | 10      | - 28 |
| Republikánská strana Albánie    | 94 567      | 5,7 %   | 3       | + 2  |
| Národní fronta                  | 81 822      | 5,0 %   | 2       | + 2  |
| Strana jednoty pro lidská práva | 66 529      | 4,0 %   | 3       | + 1  |
| Ostatní                         | 171 127     | 9,4 %   | 0       | - 7  |
| celkem                          | 1 963 344   | 100,0 % | 140     | -    |